# Lễ hội Wisła
Lễ hội Wisła là một lễ hội diễn ra ở Toruń và Włocławek, Ba Lan nhằm thúc đẩy các điểm tham quan trên sông.

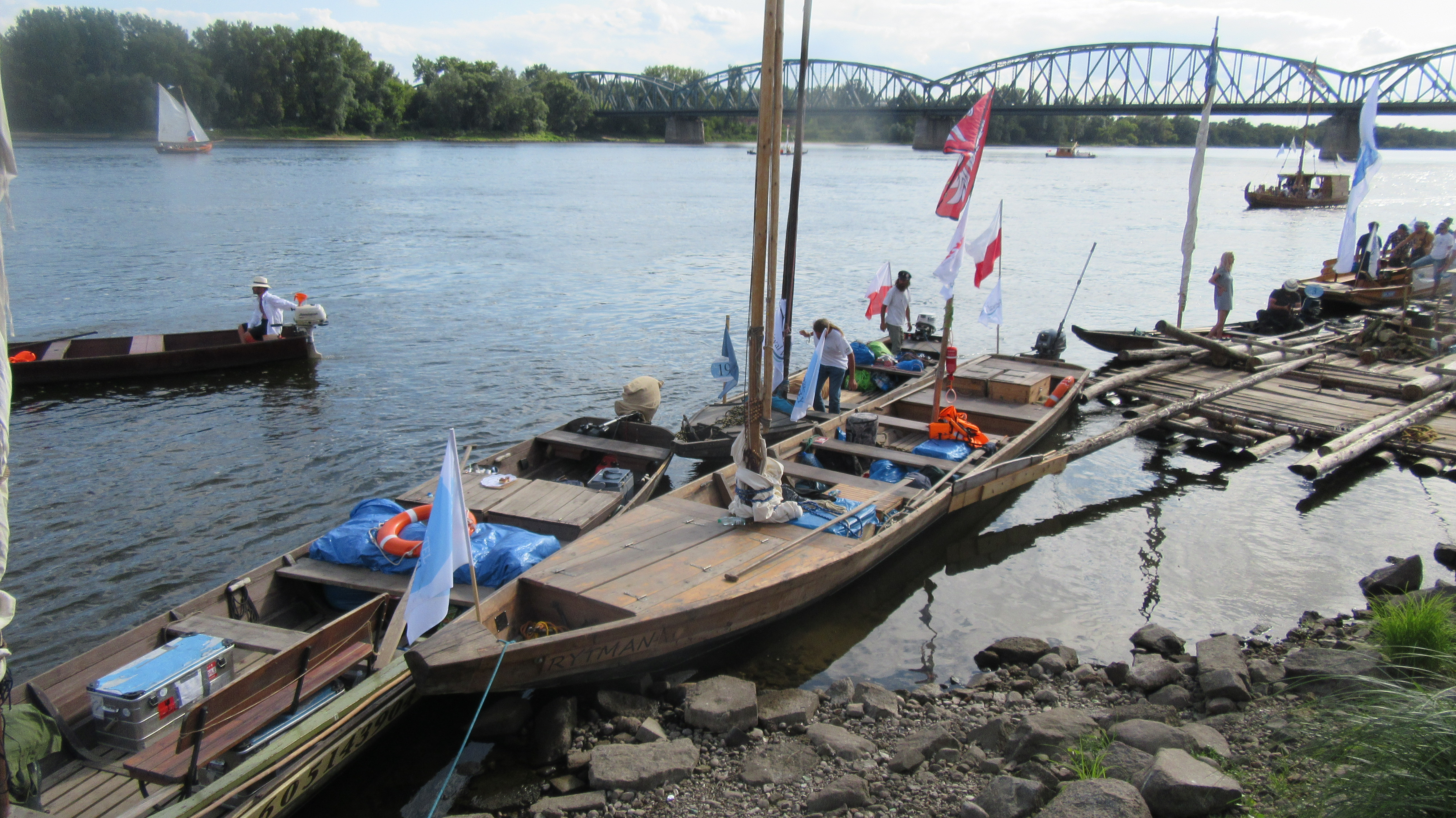
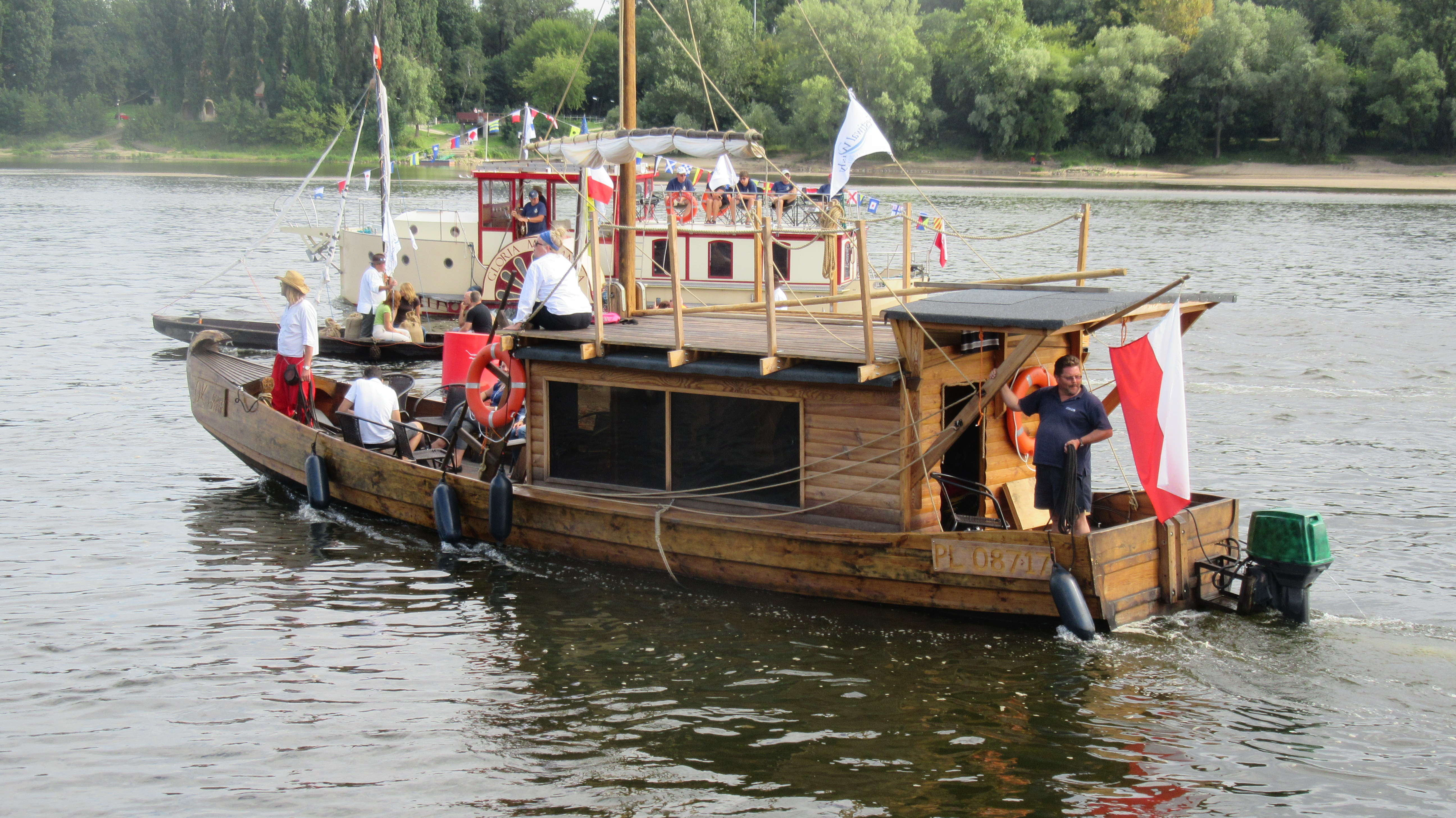
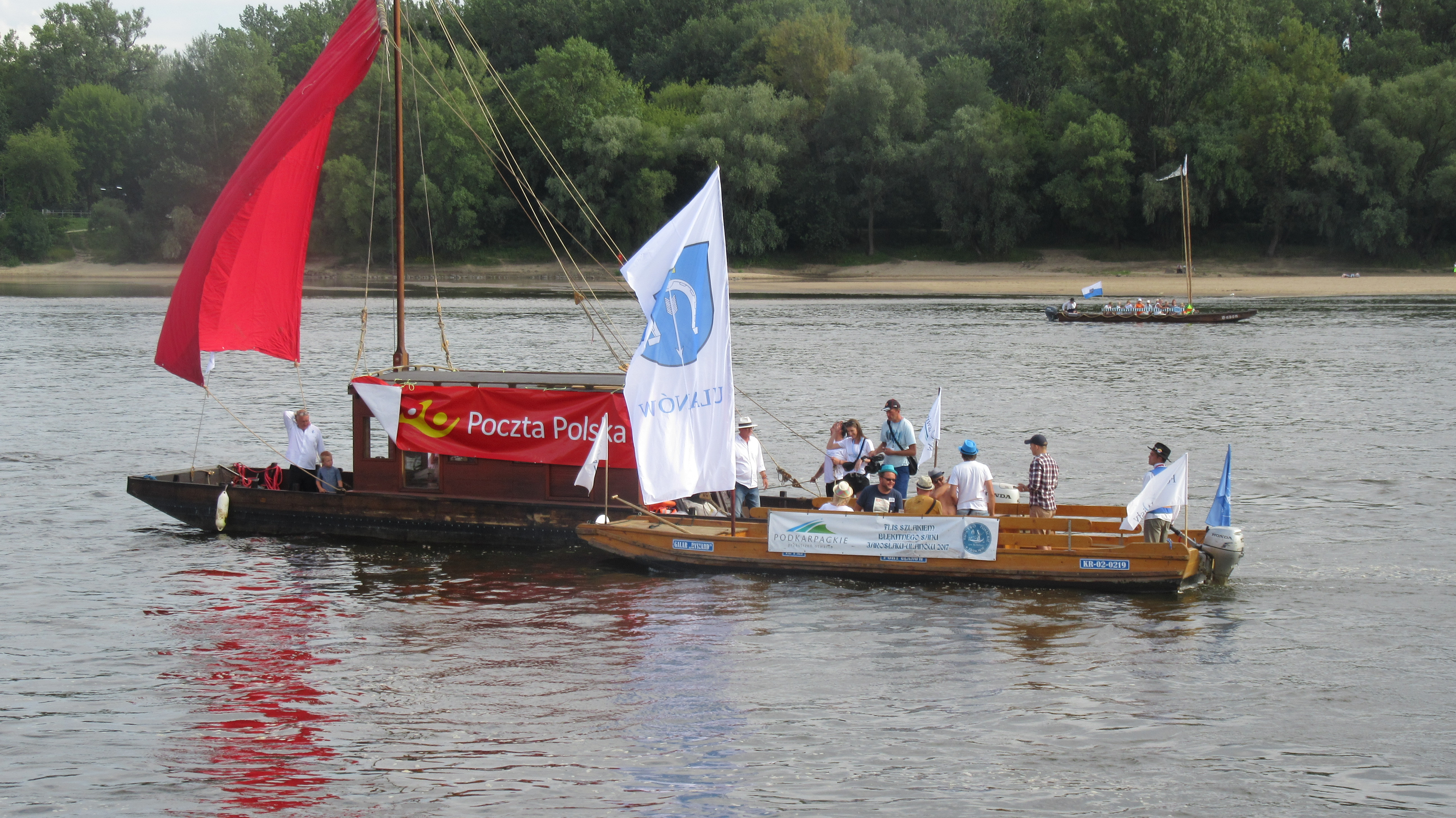
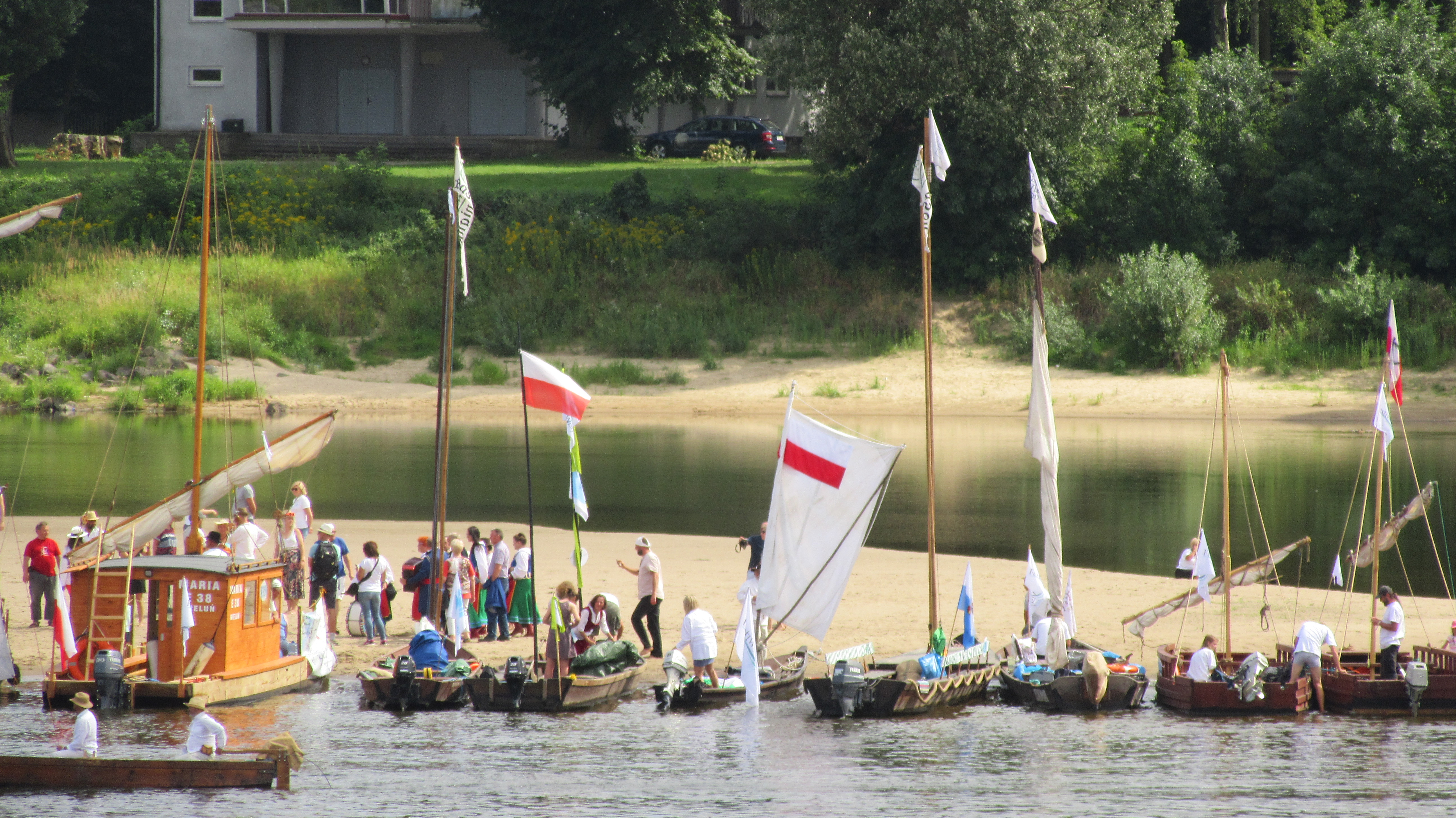
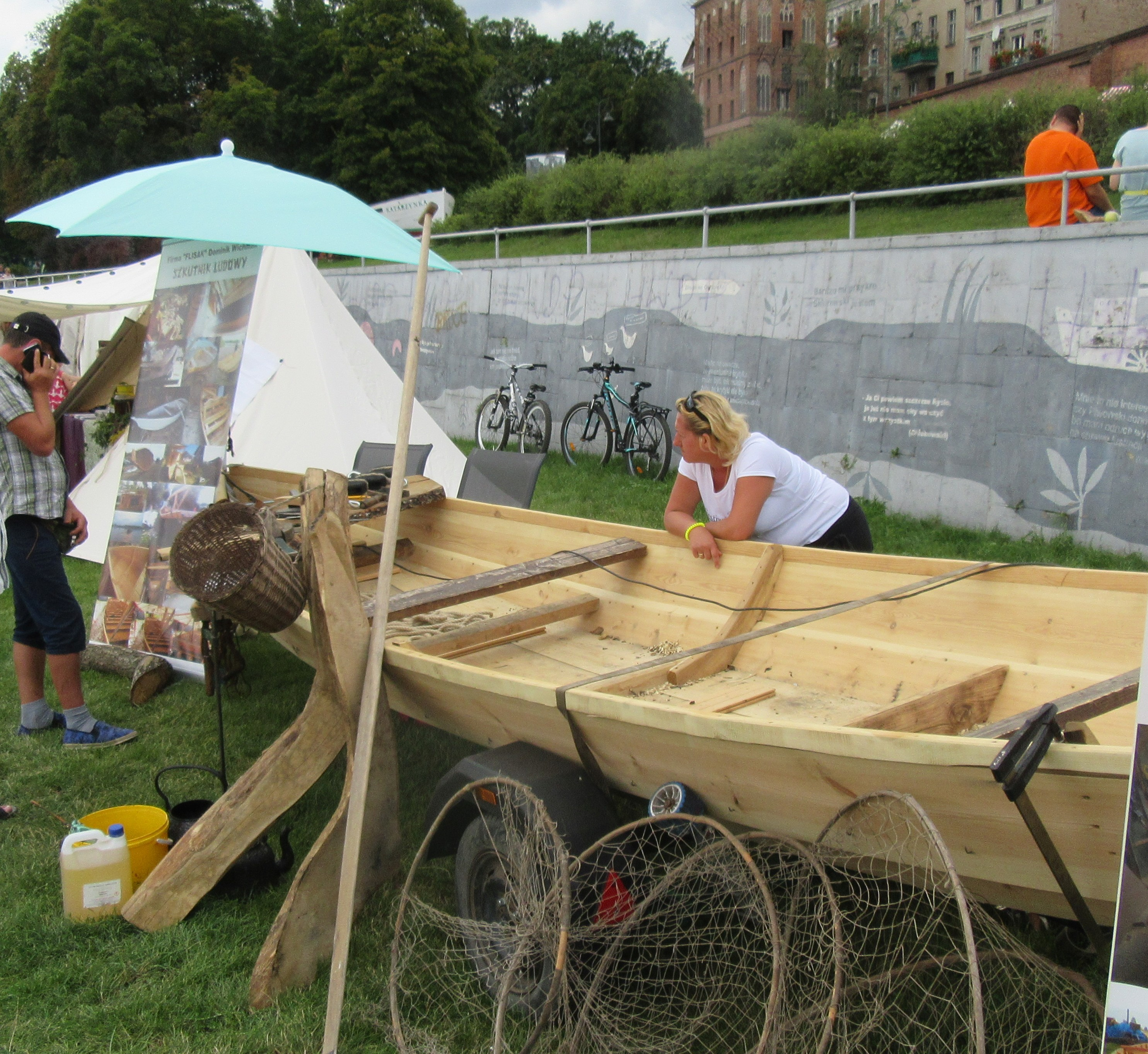

## Lịch sử
- Lễ hội Wisła đầu tiên được tổ chức vào ngày 12 tháng 8 năm 2017, là một phần của lễ kỷ niệm Năm sông Wisła ở Ba Lan. Lễ hội kéo dài bốn ngày đã diễn ra ở Toruń, Włocławek và Ciechocinek. Các hoạt động bao gồm cả một hội chợ với các sản phẩm truyền thống của vùng Przeglądzie Piosenki Żeglarskiej, tham quan tàu và thuyền. Các sự kiện lễ hội cũng được tổ chức tại Nieszawa và Ciechocinek[1].
- Năm 2018, lễ hội diễn ra từ ngày 11 đến 14 tháng 8 tại Włocławek, Ciechocinek, Osiek nad Wisłą và ở Toruń. Chương trình bao gồm: một cuộc thi ban nhạc, chợ ẩm thực mang tên "Hương vị sông Wisła", triễn lãm các thiết bị quân sự hiện đại nhất được sử dụng trong quân đội Ba Lan và Mỹ, một buổi hòa nhạc của các ban nhạc shanty.[2][3]
- Năm 2019, lễ hội diễn ra từ ngày 11 đến 15 tháng 8. Ở Włocławek, người tham gia có thể xem buổi hòa nhạc "Now We" và cuộc diễu hành của hàng chục tàu và thuyền dọc theo đại lộ Wisła. Ở Nieszawa, những người tham gia lễ hội có thể tham quan Bảo tàng Stanisław Noakowski, trong khi ở Toruń người ta đi thuyền vượt Sông Wisła.[4]

## Liên kết
- https://www.kujawsko-pomorskie.pl/31857-festiwal-wisly-2017
- https://wloclawek.naszemiasto.pl/festiwal-wisly-2018-program-imprez-we-wloclawku-i/ar/c13-4757549
- http://festiwalwisly.pl/178/misja-festiwalu Lưu trữ ngày 18 tháng 2 năm 2020 tại Wayback Machine